# Жиновцы
Жиновцы (бел. Жынаўцы) — деревня в Волковысском районе Гродненской области Беларуси. Входит в состав Субочского сельсовета.

## География
Деревня находится в юго-западной части Гродненской области, при автодороге Н-6288, на расстоянии приблизительно 13 километров (по прямой) к северо-западу от города Волковыск, административного центра района. Абсолютная высота — 183 метра над уровнем моря. Площадь населённого пункта — 0,2025 км².

## История
По состоянию на 1905 год, в Женевцах проживало 86 человек. В административном отношении деревня входила в состав Росской волости Волковысского уезда Гродненской губернии.
Согласно Рижскому мирному договору (1921), деревня вошла в состав Второй Польской республики. Входила в состав гмины Терешки Волковысского повета Белостокского воеводства. В 1921 году числилось 103 жителя, проживавших в 20 домах. В этническом составе населения того периода белорусы составляли 100 %. В конфессиональном составе католики составляли 52,4 % населения деревни, православные христиане — 47,6 %.
С 1939 года в БССР. До 2003 года входила в состав Верейковского сельсовета.

## Население
По данным переписи 2019 года, в деревне проживало 5 человек.
| Год  | Население, человек |
| ---- | ------------------ |
| 1905 | 86                 |
| 1921 | ↗ 103              |
| 2009 | ↘ 7                |
| 2019 | ↘ 5                |